# New Haven (Kentucky)
New Haven – miasto w Stanach Zjednoczonych, w stanie Kentucky, w hrabstwie Nelson.